# Coreia do Norte nos Jogos Olímpicos de Verão de 2004
A Coreia do Norte competiu nos Jogos Olímpicos de Verão de 2004, em Atenas, na Grécia.